# Línea 57 (Avanza Zaragoza)
La línea 57 es una línea lanzadera de Avanza Zaragoza. Realiza el recorrido comprendido entre el barrio de Casablanca y el tranvía en la ciudad de Zaragoza (España).
Tiene una frecuencia media de 8 minutos.
La línea se separó en dos el 2 de julio de 2012, convirtiéndose en la línea 57 (Casablanca-Tranvía) y en la línea 58 (Fuente de la Junquera-Tranvía), antes su recorrido era Fuente de la Junquera-Casablanca.
AVISO
Está planificado que dicha linea se unifique con la L58 de Avanza Zaragoza, y se amplie hasta el barrio de valdefierro en 2026.

## Recorrido
Fanlo, Gastón de Bearne, Embarcadero, Vía Ibérica, Argualas, Marcelino Álvarez, Fanlo